# Lorup
Lorup is een gemeente in de Duitse deelstaat Nedersaksen. De gemeente is onderdeel van de Samtgemeinde Werlte in het landkreis Emsland. Lorup telt 3.249 inwoners.
Lorup ligt in de aan natuurschoon rijke omgeving van de Hümmling in een op de Nederlandse provincie Drenthe gelijkend landschap. De gemeentehoofdplaats Werlte ligt 9 km ten zuiden van Lorup.

## Verkeer
Het dorp ligt aan een noord-zuid verlopende provinciale weg. Zuidwaarts loopt deze naar Werlte ( 9 km) en nog 16 km verder naar Löningen. Noordwaarts loopt deze weg naar een kruispunt met de Bundesstraße 401 (13 km) en uiteindelijk nog 34 km verder naar Leer.
Lorup is, afgezien van een enkele malen per dag rijdende bus naar Werlte, per openbaar vervoer vrijwel niet te bereiken.

## Economie
Het dorp Lorup heeft een sterk agrarisch karakter behouden. De enige fabriek van betekenis in het dorp is een grote pluimveeslachterij. Verder is er veel midden- en kleinbedrijf van alleen plaatselijke of regionale betekenis. Veel van deze bedrijven zijn ook sterk van de agrarische sector afhankelijk. 

## Geschiedenis
Lorup werd in 834 als „Ladorpe“ (-loo-dorp) voor het eerst vermeld, en wel in een belastingregister van de Abdij Corvey. Het deelde verder de lotgevallen van het stadje Werlte.
Lorup kwam in maart 1998 in het nieuws door een soortgelijke moordzaak als die van de dood van Nicky Verstappen, ook in 1998, in Nederlands Limburg. Een elfjarig meisje was tussen Barßel en Friesoythe van haar fiets getrokken, verkracht en vermoord. Het stoffelijk overschot van het kind werd in de gemeente Lorup gevonden. Uiteindelijk werd de dader gevonden dankzij een DNA-match binnen een verwantschapsonderzoek op basis van de genetische vingerafdruk. Het bleek een man uit de stad Oldenburg te zijn, die nog ten minste één soortgelijk misdrijf had gepleegd, en uiteindelijk levenslange gevangenisstraf kreeg opgelegd. Dit was eerst de tweede keer, dat een dergelijk grootschalig onderzoek in Duitsland werd verricht.
- Gemeinsame Normdatei: 4522709-3
- MusicBrainz: e6cede19-0f9d-46bc-8ed1-3cfb46cfc17b
- Virtual International Authority File: 247378690

Andervenne ·
Bawinkel ·
Beesten ·
Bockhorst ·
Börger ·
Breddenberg ·
Dersum ·
Dohren ·
Dörpen ·
Emsbüren ·
Esterwegen ·
Freren ·
Fresenburg ·
Geeste ·
Gersten ·
Groß Berßen ·
Handrup ·
Haren (Ems) ·
Haselünne ·
Heede ·
Herzlake ·
Hilkenbrook ·
Hüven ·
Klein Berßen ·
Kluse ·
Lähden ·
Lahn ·
Langen ·
Lathen ·
Lehe ·
Lengerich ·
Lingen ·
Lorup ·
Lünne ·
Meppen ·
Messingen ·
Neubörger ·
Neulehe ·
Niederlangen ·
Oberlangen ·
Papenburg ·
Rastdorf ·
Renkenberge ·
Rhede ·
Salzbergen ·
Schapen ·
Sögel ·
Spahnharrenstätte ·
Spelle ·
Stavern ·
Surwold ·
Sustrum ·
Thuine ·
Twist ·
Vrees ·
Walchum ·
Werlte ·
Werpeloh ·
Wettrup ·
Wippingen